# Blagva
Blagva, kneginja, blagar, đordani, gospa, rujnica, knez, rudnjača, žula ili škripac (lat. Amanita caesarea) je poznata jestiva gljiva prirodno prisutna u južnoj Europi. Ime dolazi zbog toga što je bila omiljena gljiva starorimskim carevima. 

## Opis
- Klobuk blagve je širok od 6 do 20 centimetara, krasne narančastocrvene boje, poput zrele rajčice; sad prevladava žuta, sad crvena boja; u mladosti mesnat, okrugao, zatim jajast i na kraju otvoren; obod je pravilan a pod starost ucrtkan, malo ljepljiv i redovito gol bez ostataka ovoja; nije isključeno da se ponekad nađe ostatak ovoja u vidu otrgnute bijele krpice.
- Listići su žuti, gusti, prema kraju širi, pomiješani s kraćima.
- Stručak je visok od 5 do 14 centimetara, mesnat, žućkast, pri dnu odebljao: ispod klobuka žućkast viseći rukavac (vjenčić) naglašeno rebrast, najprije pun, kasnije malo šupljikav, na dnu ostatak debelog mesnatog bijelog ovoja.
- Meso je mladih gljiva bjelkasto, a prema krajevima, odnosno ispod kožice klobuka, žuto; miris nemapadan i ugodan.
- Spore su blijedožućkaste, jajolike 9 – 14 x 5 – 7 μm.

## Stanište
Raste u ljeto i u jesen po svijetlim šumama i šumskim čistinama, u toplijim predjelima; u sjevernim krajevima Hrvatske je manje zastupljena.

## Upotrebljivost
Blagva je jestiva, izvanrednog okusa; to je zasigurno jedna od najkvalitetnijih gljiva. 

## Sličnosti
Blagva je u ranoj mladosti obavijena u debeo, mesnat bijeli ovoj. Za vrijeme rasta i razvoja plodnog tijela ovoj se doslovce rastrga i iz njega izraste gljiva krasno narančaste boje. Ostatak ovoja ostane na dnu odebljalog stručka do kraja. Ako obratimo pozornost na žućkasto meso i klobuk bez ostatka ovoja, nije moguća zamjena s otrovnom muharom (lat. Amanita muscaria) koja ima potpuno bijelo meso i redovito ostatke ovoja na površini klobuka u obliku malih krpica. I Amanita aurata se također bitno razlikuje od blagve navedenim značajkama. Jestiva krasnica Russula aurea može također sličiti po boji klobuka i listića, no morfološke značajke su joj takve da je zamjena nemoguća, ponajprije zato što R. aurata nema ni ovoja ni vjenčića na stručku. Blagva je naširoko poznata i vrlo cijenjana gljiva. Poznavali su je još stari Rimljani. Može se pripremati na mnogo načina. Zrela gljiva može se peći na roštilju ili pržiti, a gljiva je također prikladna za sušenje. Vrlo mlade gljive, još uvijek potpuno prekrivene neprekinutim bijelim ovojem, koriste se sirove u salatama.

## Ekologija i distribucija
Raste u mikorizi s bukvama, hrastom, kestenom i drugim vrstama tvrdog drveta. Raste na tlu u listopadnim, povremeno i crnogoričnim šumama, preferira pješčana tla, suha mjesta. Raste u skupinama pod lišćem, u obliku jajeta ispod zemlje. Plodišta nalazimo samo na južnim obroncima brda, na rubovima šume, travnjacima i čistinama zbog ekstremne termofilnosti. Utvrđeno je da za plodonošenje ovoj gljivi treba stabilno toplo vrijeme (ne niže od 20 °C) tijekom 15 do 20 dana. Giacomo Bresadola (1927.) primijetio je da se područje rasta gljive u Sredozemlju i susjednim regijama gotovo podudara s područjem rasprostranjenosti vinogradarstva.

## Slike
|  |  |  |  |  |
|  |  |  |  |  |

## Ostali projekti
|  | Zajednički poslužitelj ima stranicu o temi Blagva |
|  | Wikivrste imaju podatke o taksonu Blagvi          |